# Daba Al Bayah
Daba al-Baya' o Dibba al-Baya, è una città dell'Oman, capoluogo dell'omonima provincia, situata nel governatorato di Musandam. Le sue ricchezze si basano prevalentemente sulla pesca o comunque più in generale sul commercio marittimo.
Comprende lo storico porto di Dibba famoso per il grande commercio di pesca nella regione e anche il punto di confine con gli Emirati Arabi Uniti.
Il passaggio attraverso questa provincia tra i due Paesi non chiede nessun visto a parte un semplice check point sul controllo della polizia degli Emirati Arabi Uniti.